# Himalaya
Himalaya (Hindi हिमालय, himālaya, în sanscrită hima = zăpadă și alaya = loc, locuință) este cel mai înalt sistem muntos de pe Pământ, situat în Asia Centrală între câmpia Indo-Gangetică (la sud) și Podișul Tibet (la nord). Himalaya formează o barieră naturală, în special climatică, între deșerturile muntoase ale Asiei Centrale și zonele tropicale ale Asiei de Sud.

## Formare
Sunt munți tineri, formați în orogeneza alpină. Versanții sudici sunt alcătuiți din conglomerate și gresii, iar cei nordici din gnaisuri, granituri, șisturi cristaline și filite.
Munții cei mai înalți din lume cu vârful Everest au luat naștere prin ciocnirea plăcii tectonice indiene cu placa asiatică a podișului Tibet, fiind munți de încrețire și prin suprafața și înălțimea lor mare, fiind acoperiți tot timpul anului cu zăpadă, această zonă rece, în contrast cu aerul cald de pe coasta Pacificului contribuie la formarea musonului.

## Descriere
Munții Himalaya sunt munții cei mai tineri de pe glob, în același timp și cei mai înalți. Formarea acestor munți a fost în perioada terțiară în urmă cu milioane de ani (de aceeași vârstă cu Anzii Cordilieri și Munții Stâncoși) prin ciocnirea plăcilor continentale. S-a constatat că și-n zilele noastre munții se ridică, cu toate că suferă o eroziune intensă.
Aici se întâlnesc munți de peste 8000 m înălțime ca Everest (8.848 m), K2 (8.611 m), Kangchenjunga (8.586 m), Makalu (8.462 m), Lhotse (8.516 m), Cho Oyu (8.201 m), Manaslu (8.156 m), Dhaulagiri (8.167 m), Nanga Parbat (8.125 m), Annapurna (8.091 m) sau Makalu. Dintre cei 14 munți mai înalți de pe glob, patru se găsesc în Munții Karakorum, din Pakistan situat în partea vestică a Himalayei de exemplu K2. Himalaya cuprinde trei trepte: în Sud Munții (Colinele) Sivalik (900 – 1200 m),în partea centrală, Himalaya Joasă (3.500 - 4.500 m), iar în Nord , lanțul principal Himalaya Înaltă, cu piscuri ce depășesc 8.000 m. În nord sunt văi largi a râului Tsangpo, mai aval în Sud denumit Brahmaputra cu afluenții situați în Transhimalaya.
Himalaya este partea muntoasă de munte și de podiș care este regiunea de unde izvorăsc fluviile cele mai mari din sudul Asiei ca: Fluviul galben, ce curge până în apropierea Pekinului vărsându-se în Marea Chinei, Jangtse cu vărsarea în mare la Shanghai, Irrawaddy, ce curge prin Burma, Mekong, ce traversează Laos și  Kambodscha până în regiunea orașului Hồ-Chí-Minh din sudul Vietnamului. La fel fluviul Ind ce străbate Pakistanul de la nord la sud, și în estul Pakistanului fluviul deja amintit Brahmaputra. Fluviile deja amintite curg aproape paralel. Gangele însă izvorăște din Munții Garhwal situați la sud-vest de Himalaya.
Statele pe teritoriul cărora se află masivul sunt: Nepal și Bhutan, care cuprind versanții de sud, apoi, la nordul lor, podișul Tibet din provincia chineză cu același nume, în final, India și Pakistan, care cuprind porțiuni din partea sudică, respectiv sud-vestică.